# Dragon's Dogma
Dragon's Dogma is een computerspel voor de PlayStation 3 en de Xbox 360 ontwikkeld door het Japanse Capcom en uitgebracht in mei 2012. Het spel is een openwereldspel, dit betekent dat de speler er vrij kan rondlopen.

## Plot
Een draak heeft een speciale opdracht voor de speler. Als borg houdt hij het hart om er zeker van te zijn dat deze ook tot een goed einde wordt uitgevoerd. Samen met drie andere personages is het de bedoeling om door de open wereld te reizen, missies te voltooien en grote monsters verslaan. Het doel van het spel is het hart terug te krijgen.

## Ontvangst
Het spel werd overwegend positief ontvangen. In Japan werden er de eerste week 331.064 exemplaren verkocht, waarvan 302.040 voor de PlayStation 3 en 29.024 voor de Xbox 360.
| \| Recensiescore \| Recensiescore \| \| Recensieverzamelaar \| Score \| \| ------------------- \| -------------------------------- \| \| GameRankings \| (PS3) 79,57%[1] (X360) 75,49%[2] \| \| Metacritic \| (PS3) 78/100[3] (X360) 75/100[4] \| \| Publicist \| Score \| \| Eurogamer \| 8/10 \| \| Gamer.nl \| 7/10[5] \| \| GameSpot \| 8/10 \| \| IGN \| 7,5/10 \| \| Power Unlimited \| 95/100[6] \| \| FOK! \| 6/10[7] \| |                            |
| Recensiescore |                            |
| Recensieverzamelaar | Score                      |
| GameRankings | (PS3) 79,57% (X360) 75,49% |
| Metacritic | (PS3) 78/100 (X360) 75/100 |
| Publicist | Score                      |
| Eurogamer | 8/10                       |
| Gamer.nl | 7/10                       |
| GameSpot | 8/10                       |
| IGN | 7,5/10                     |
| Power Unlimited | 95/100                     |
| FOK! | 6/10                       |

## Dragon's Dogma: Dark Arisen
Een uitgebreide en verbeterde versie met de subtitel Dark Arisen werd uitgebracht voor PlayStation 3 en Xbox 360 in april 2013. Deze versie bevat een nieuwe zone om te verkennen, alle DLC gemaakt voor het origineel, een nieuwe manier om snel te reizen in de game alsmede nieuwe voorwerpen, wapens, bepantsering en queestes. Er zijn ook diverse bugfixes en verfijningen doorgevoerd. Dark Arisen werd in januari 2016 uitgebracht voor Windows. Capcom heeft Dark Arisen in oktober 2017 ook voor de PlayStation 4 en Xbox One uitgebracht. In april 2019 kwam Dark Arisen ook nog uit voor de Nintendo Switch.

### Ontvangst
| Recensiescore       | Recensiescore                                                               |
| Recensieverzamelaar | Score                                                                       |
| ------------------- | --------------------------------------------------------------------------- |
| GameRankings        | (PS3) 78,85% (X360) 78,41% (pc) 81,76% (PS4) 78,89% (X1) 85% (NS) 80,05%    |
| Metacritic          | (PS3) 80/100 (X360) 77/100 (pc) 81/100 (PS4) 78/100 (X1) 80/100 (NS) 78/100 |
| Publicist           | Score                                                                       |
| Gamer.nl            | (pc) 8,5/10                                                                 |
| InsideGamer         | (PS3, X360) 8/10                                                            |
| Power Unlimited     | (PS3, X360) 89/100                                                          |
| FOK!                | (PS3, X360) 8/10                                                            |

## Vervolg
Een direct vervolg werd in juni 2022 aangekondigd. Dragon's Dogma II werd op 22 maart 2024 uitgebracht.